# Saturn Award du meilleur film tiré d'un comic
Le Saturn Award du meilleur film tiré d'un comic (Saturn Award for Best Comic-to-Film Motion Picture) est une récompense cinématographique décernée chaque année depuis 2014 par l'Academy of Science Fiction, Fantasy and Horror Films. À partir de 1979, avec la nomination et le prix Saturn Award du meilleur film de science-fiction du film de super-héros Superman, les films basés sur des comics étaient inclus dans les catégories de la science-fiction et de la fantasy. Cette nouvelle catégorie récompensant spécifiquement les adaptations de bandes dessinées dans les films.

## Palmarès

### Années 2010
- 2014 : Iron Man 3
  - Man of Steel
  - Thor : Le Monde des ténèbres (Thor: The Dark World)
  - Wolverine : Le Combat de l'immortel (The Wolverine)
- 2015 : Les Gardiens de la Galaxie (Guardians of the Galaxy)
  - The Amazing Spider-Man : Le Destin d'un héros (The Amazing Spider-Man 2)
  - Captain America : Le Soldat de l'hiver (Captain America: The Winter Soldier)
  - X-Men: Days of Future Past
- 2016 : Ant-Man
  - L'Attaque des Titans (Attack on Titan)
  - Avengers : L'Ère d'Ultron (Avengers: Age of Ultron)
  - Kingsman : Services secrets (Kingsman: The Secret Service)
  - Snoopy et les Peanuts, le film (The Peanuts Movie)
- 2017 : Doctor Strange
  - Batman v Superman : L'Aube de la justice (Batman v Superman: Dawn of Justice)
  - Captain America: Civil War
  - Deadpool
  - Suicide Squad
  - X-Men: Apocalypse
- 2018 : Black Panther
  - Les Gardiens de la Galaxie Vol. 2 (Guardians of the Galaxy Vol. 2 )
  - Logan
  - Spider-Man: Homecoming
  - Thor : Ragnarok
  - Wonder Woman

- 2019 : Avengers: Endgame
  - Aquaman
  - Avengers: Infinity War
  - Captain Marvel
  - Shazam!
  - Spider-Man: Far From Home
  - Spider-Man: New Generation

### Années 2020
- 2021 : Joker
  - Birds of Prey
  - Bloodshot
  - Les Nouveaux Mutants (The New Mutants)
  - The Old Guard

- 2022 : Spider-Man: No Way Home
  - The Batman
  - Doctor Strange in the Multiverse of Madness
  - Shang-Chi et la Légende des Dix Anneaux
  - The Suicide Squad
  - Thor: Love and Thunder

- 2024 : Les Gardiens de la Galaxie Vol. 3 (Guardians of the Galaxy Vol. 3)
  - Ant-Man et la Guêpe : Quantumania (Ant-Man and the Wasp : Quantumania)
  - Black Panther: Wakanda Forever
  - Blue Beetle
  - The Flash